# Pocket PC
Pocket PC (P/PC, PPC) је класа персоналног дигиталног асистента (ПДА) који покреће Windows Mobile оперативни систем, који је заснован на Windows Embedded Compact, и који има неке од могућности модерних десктоп рачунара. Име је увео Microsoft 2000. као ребрендирање категорије рачунара величине длана и било је на тржишту до 2007. Неки од ових уређаја такође су имали интегрисане телефонске и дата могућности, које су назване Pocket PC Phone Edition.
Са појавом Windows Mobile 6.0 2007., Microsoft је избацио име Pocket PC у корист нове шеме именовања: 
- Windows Mobile Classic (раније Pocket PC): уређаји без интегрисаног телефона;
- Windows Mobile Professional (раније Pocket PC Phone Edition): уређаји са интегрисаним телефоном и екраном осетљивим на додир;
- Windows Mobile Standard (раније Smartphone): уређаји са интегрисаним телефоном, али без екрана осетљивог на додир.

Од 2010. су постојале хиљаде апликација за ручне рачунаре које су се придржавале спецификације Pocket PC-а, од којих су многе биле бесплатне.  Џепни рачунари компатибилни са Microsoft-ом могу се користити са многим додацима као што су ГПС пријемници, читачи бар кодова, РФИД читачи и камере. Pocket PC је замењен Windows Phone-ом 2010., али чак и након што су издате верзије засноване на језгру Windows NT на крају нису биле у стању да се такмиче са iPhone-ом и Андроид телефонима, а интересовање за џепне рачунаре без телефона је спласнуло.

## Произвођачи
Пре него што је Pocket PC лансиран, постојале су и друге машине засноване на Windows-у истог формата које су се звале рачунари величине длана. Ови уређаји су покретали Windows CE 2.0–2.11 и имали су интерфејс који је био сличан тадашњим десктоп верзијама Windows-а као што је Windows 95. Први од њих био је Everex Freestyle, такође познат као HTC Kangaroo, из 1998.  Други примери укључују Casio Cassiopeia E-10/E-11, Compaq Aero 1500/1520, Philips Nino и HP Jornada 420/430.
Један од популарнијих Pocket PC уређаја високог квалитета на потрошачком тржишту био је Dell Axim x51v, који је укинут 2007. Спецификације хардвера укључују 3,7" TFT VGA екран у боји са резолуцијом  640x480, Intel XScaleTM PXA270 процесор, 336 МБ меморије (256 МБ флеш, 64 МБ СДРАМ), интегрисани 802.11b и Bluetooth 1.2, интегрисани Intel 2700G мултимедијални акцелератор са 16 МБ видео меморије. Проширење је било могуће преко CompactFlash Type и SD слотова (подржава SDIO Now!, SDIO и MMC картице). Укључена је батерија од 1100 mAh коју може заменити корисник (процењено 4–6,5 сати, доступно је и 2200 mAh). 